# ツール・ド・ジョージア
ツール・ド・ジョージア（Tour de Georgia）は、アメリカ合衆国、ジョージア州を舞台に開催される、自転車競技ロードレースのステージレース。UCIアメリカツアーの2.HCに指定されている。2003年に、ジョージア癌連合の協賛を受け創設。6ステージ、約600kmの行程で、例年4月に開催される。2008年からはAT&Tの協賛に変わった。
リーマン・ショックなど、世界金融危機 (2007年-2010年)に起因する、急激な経済不況の影響を受け、2009年及び2010年の開催は中止となった。

## 年次総合成績上位者
| 年        | 優勝者                       | 2位                              | 3位                        |
| --------- | ---------------------------- | -------------------------------- | -------------------------- |
| 2003      | クリス・ホーナー             | フレド・ロドリゲス               | ネイサン・オニール         |
| 2004      | ランス・アームストロング     | イェンス・フォイクト             | クリス・ホーナー           |
| 2005      | トム・ダニエルソン           | リーヴァイ・ライプハイマー       | フロイド・ランディス       |
| 2006      | フロイド・ランディス         | トム・ダニエルソン               | ヤロスラフ・ポポヴィッチ   |
| 2007      | ヤネス・ブライコヴィッチ     | クリスティアン・ヴァンデヴェルデ | ダビ・カニャダ             |
| 2008      | カンスタンツィン・シウツォウ | トレント・ロウ                   | リーヴァイ・ライプハイマー |
| 2009-2010 | 中止                         |                                  |                            |